# Вотер (Девичанска острва)
Острво Вотер (ен. Water Island, острво воде) је четврто велико острво на Америчким Девичанским Острвима, територији САД-а у Карипском мору. Острво је вулканског порекла и лежи јужно од острва Сент Томас. Вожња фериботом од Сент Томаса до острва Вотер траје око 10 минута.
Острво Вотер је најмање од већих Америчких Девичанских Острва са само 2km². На њему живи 161 становник. Постоји пар колиба за туристе. Атракције острва су плаже и Форт Сегара, подземна тврђава изграђена у току Другог светског рата.

## Историја
Најранији становници острва Вотер били су Таино индијанци у 15. веку. Острву су име дали европљани по језерима слатке воде на острву.
Данци су владали острвом још 1769. У 18-ом и 19. веку, неколико породица ослобођених робова гајило је памук и стоку на острву.
САД су купиле острво Вотер 1944, да би заштитили своју војну базу на острву Сент Томас. Од 1944. до 1950. острво је било под контролом министарства одбране. Касније је постало доступно становништву за насељавање.
12-ог децембра 1996, острво Вотер је прешло под локалну власт.